# Eupète à longue queue
Eupetes macrocerus
Genre
Espèce
Statut de conservation UICN

 NT  : Quasi menacé
L'Eupète à longue queue (Eupetes macrocerus) est une espèce d'oiseaux, la seule de la famille des Eupetidae.

## Répartition  et sous-espèces
Cet oiseau vit à travers l'Insulinde.
- E. m. borneensis Robinson @ Kloss, 1921 — nord de Bornéo
- E. m. macrocercus Temminck, 1831 — péninsule malaise, Sumatra et nord des îles Natuna